# Zethalia
Zethalia là một chi ốc biển trong họ Trochidae.

## Danh sách loài
- †Zethalia coronata Marwick, 1948
- †Zethalia russelli Marwick, 1965
- Zethalia zelandica (Hombron & Jacquinot, 1855)